# 皇后市場
皇后市場（烏爾都語：、信德語: ايمپريس مارڪيٽ）是位於巴基斯坦卡拉奇薩達爾鎮的一個市場。該市場的起源可以追溯到英國統治時期，建於1884年至1889年間，為紀念維多利亞女王而命名。如今，它是卡拉奇最繁忙的購物場所之一。